# 格羅德諾區
格羅德諾區（羅馬化：Grodnenskiy rayon）是白俄羅斯西北部格羅德諾州的一個區，行政中心为格罗德诺，面積2,593.92平方公里，2009年人口54,525，人口密度每平方公里21.02人。